# (15553) Carachang
(15553) Carachang (2000 FG45) – planetoida z grupy pasa głównego asteroid okrążająca Słońce w ciągu 3,41 lat w średniej odległości 2,27 j.a. Odkryta 29 marca 2000 roku.